# Kalksteinmauer und Orchideenwiese Laussa
Kalksteinmauer und Orchideenwiese Laussa este o arie protejată (sit de importanță comunitară — SCI) din Austria întinsă pe o suprafață de 103 ha, integral pe uscat.

## Localizare
Centrul sitului Kalksteinmauer und Orchideenwiese Laussa este situat la coordonatele 47°57′20″N 14°26′10″E / 47.9556°N 14.4361°E.

## Înființare
Situl Kalksteinmauer und Orchideenwiese Laussa a fost declarat sit de importanță comunitară în aprilie 2002 pentru a proteja un număr necunoscut de specii din flora spontană și fauna sălbatică aflate în arealul zonei.

## Biodiversitate
Situată în ecoregiunea alpină, aria protejată conține 5 habitate naturale: Formațiuni de Juniperus communis pe lande sau pajiști calcaroase, Pajiști uscate seminaturale și facies de acoperire cu tufișuri pe substraturi calcaroase (Festuco-Brometalia) (* situri importante pentru orhidee), Pante stâncoase calcaroase cu vegetație casmofită, Păduri de fag Asperulo-Fagetum, Păduri pe pante, grohotișuri și ravene de Tilio-Acerion.
La baza desemnării sitului se află un număr nedeclarat de specii protejate.